# Macromaxillocarididae
Macromaxillocarididae (Claus, 1872) é uma família de crustáceos decápodes pertencentes à infraordem Stenopodidea. Apenas se conhece nesta família o género Macromaxillocaris, descoberto numa caverna submersa das Bahamas.

## Taxonomia
A família Macromaxillocarididae inclui os seguintes géneros:
- Macromaxillocaris